# Brachymeria producta
Brachymeria producta är en stekelart som först beskrevs av Olivier 1791.  Brachymeria producta ingår i släktet Brachymeria och familjen bredlårsteklar. Inga underarter finns listade.